# Povolžský federální okruh
Povolžský federální okruh Ruské federace (rusky Приволжский федеральный округ) je jedním z osmi federálních okruhů Ruska. Zaujímá jihovýchodní část evropského Ruska. Sídlem správy je Nižnij Novgorod.

## Obecné údaje
Okruh zabírá 6,8 % rozlohy Ruska. Počet obyvatel ubývá, podle sčítání v roce 2002 zde žilo 31 154 744; v roce 2010 to bylo 29 899 699. Podíl městského obyvatelstva činí 70,8 %.

## Zahrnuté subjekty
- Republiky: Baškortostán, Marijsko, Mordvinsko, Tatarstán, Udmurtsko, Čuvašsko
- Kraje: Permský kraj
- Oblasti: Kirovská oblast, Nižněnovgorodská oblast, Orenburská oblast, Penzenská oblast, Samarská oblast, Saratovská oblast, Uljanovská oblast